# Рогодзьоб червоночеревий
Рогодзьоб червоночеревий (Cymbirhynchus macrorhynchos) — вид горобцеподібних птахів родини рогодзьобових (Eurylaimidae).

## Поширення
Вид поширений в Південно-Східній Азії. Трапляється на півдні М'янми і Таїланду, в Камбоджі, на півдні В'єтнаму та Лаосу, на Малайському півострові, Суматрі та Калімантані. Вид мешкає у тропічних дощових лісах.

## Опис
Птах завждовжки 20-25 см, вагою 50-75 г. Тіло кремезне, голова округла та велика з великими очима, з плоским та широком дзьобом. Верх голови, спина, крила та хвіст чорні з фіолетовим відтінком. Горло, нижня частина грудей, черево та навколоаврикулярна зона винно-червоного кольору. Горло та груди розділяє чорна смуга. Вторинні криючі крил та нижнє пір'я білого кольору. Дзьоб жовто-блакитний.

## Спосіб життя
Живе під густим пологом дощових лісів. Трапляється невеликими зграями. Живиться комахами та іншими безхребетними, рідше ягодами та фруктами. Сезон розмноження збігається з початком сухого сезону. Гніздо грушоподібної форми підвішує на гілці дерева. У будівництві буруть участь всі члени зграї. У гнізді 1-3 яйця.